# Столь, Даниэль
Даниэль Столь (швед. Daniel Ståhl; род. 27 августа 1992, Швеция) — шведский метатель диска, олимпийский чемпион (2020), двукратный чемпион мира 2019 и 2023 годов, серебряный призёр чемпионата мира 2017 года и чемпионата Европы 2018 года. 

## Биография
Даниэль Столь родился в Каролинской больнице в Солне. Мама Тайна Столь (ранее Лааксо), уроженка Турку Финляндия, в 1981 году решила переехать в Швецию. Даниэль Столь свободно говорит по-фински. Оба его родителя соревновались в лёгкой атлетике. Мама, в 1987 году, победила в чемпионате Швеции по метанию диска и некоторое время она была обладателем шведского рекорда (51,90 м.).
Сестра Аннели Столь также активно занимается лёгкой атлетикой.

## Карьера
Он принимал участие в чемпионате мира 2015 в Пекине, заняв пятое место.
В 2016 году он участвовал в чемпионате Европы, где вновь финишировал пятым. Даниэль также участвовал в Олимпийских играх в Рио-де-Жанейро в этом же году, но не смог преодолеть квалификацию и пробиться в финал. Всего через пару недель после неудачи в Рио-де-Жанейро Даниэль соревновался на чемпионате Швеции в Соллентуне. Мало того, что он выиграл соревнования, так он ещё установив личный рекорд, сумел показать лучший результат в Олимпийском сезоне — 68,72 метра. К концу года этот результат так и остался первым.
В июне 2017 года шведский спортсмен выполнил один из самых дальних бросков с результатом 71,29 метра, установив новый личный рекорд и улучшив национальный рекорд Швеции.
На чемпионате мира по легкой атлетике 2017 года Столь завоевал серебряную медаль, отметившись результатом на 69,19 метра. Его обошёл литовский атлет Андрюс Гуджюс на 2 сантиметра.
В Берлине на чемпионате Европы 2018 года, он вновь, пропустив литовца стал, вторым с результатом 68,23 метра.
На предолимпийском чемпионате планеты, который проходил в Катаре, Даниэль завоевал золотую медаль и стал чемпионом мира. Его результат составил 67,59 метра.
В 2023 году на чемпионате мира по лёгкой атлетике, который состоялся в Будапеште, шведский атлет, в метание диска, с рекордом чемпионатов 71,46 метра стал золотым медалистом чемпионата мира.

## Лучшие результаты по сезонам
- 2009 — 53,94
- 2013 — 61.29
- 2014 — 59.01
- 2015 — 64.73
- 2016 — 71.29
- 2017 — 69.19
- 2018 — 68.23

## Награды
- Королевская медаль Его Величества за заслуги перед шведским спортом (28 января 2025 года)[5]